# Ivan Rohacs
Ivan Rohacs (ukránul: Іван Рогач; Nagyberezna, 1913. – Kijev, 1942. február 21.) ruszin-ukrán újságíró, kárpátaljai közéleti személyiség, az Ukrán Nacionalisták Szervezetének tagja. A kárpátaljai ruszinok ukranofil irányzatához tartozott. 

## Élete
1938–1939-ben a magát függetlennek deklaráló Kárpát-Ukrajna fegyveres alakulata, a Kárpáti Szics parancsnokának, Dmitro Klimpusnak a helyettese volt, egyúttal az autonóm államalakulat miniszterelnökének, majd elnökének, Avgusztin Volosinnak (Volosin Ágost) a személyi titkáraként is tevékenykedett. Az Ukrán Nacionalisták Szervezetében (OUN) 1940 augusztusában bekövetkezett szakadást követően az Andrij Melnik vezette szárnyhoz csatlakozott.
Miután a Wehrmacht 1941 nyarán elfoglalta Ukrajnát, Kijevbe ment, ahol a független ukrán állam megteremtését célul kitűző OUN tagjaként, Melnik munkatársaként dolgozott. Olena Telihával együtt létrehozta az Ukrajinszke szlovo c. újságot és a Litavri című folyóiratot. Mindkét kiadványban jelentős teret szenteltek a németbarát írásoknak, mellette pedig az ukrán függetlenség ügyével foglalkozó anyagok kaptak helyet.
Az OUN a korábbi német támogatás ismeretében komoly reményeket táplált a független Ukrajna német segítséggel történő megteremtése iránt (az OUN Sztepan Bandera vezette szárnya 1941. június 30-án ki is kiáltotta Lvivben Ukrajna függetlenségét), Hitlernek azonban nem állt szándékában egy független ukrán állam létrehozása. Ezért Hitler parancsára a Gestapo rövidesen hozzálátott az OUN és más nemzeti mozgalmak felszámolásához. Az Ukrajinszke szlovo szerkesztőségét 1941 decemberében bezárták, a munkatársakat pedig letartóztatták. Rohacsot is Babij Jarba vitték, ahol rövid fogvatartás után, 1942. február 21-én (egyes források szerint február 22-én) meggyilkolták.